# KC100

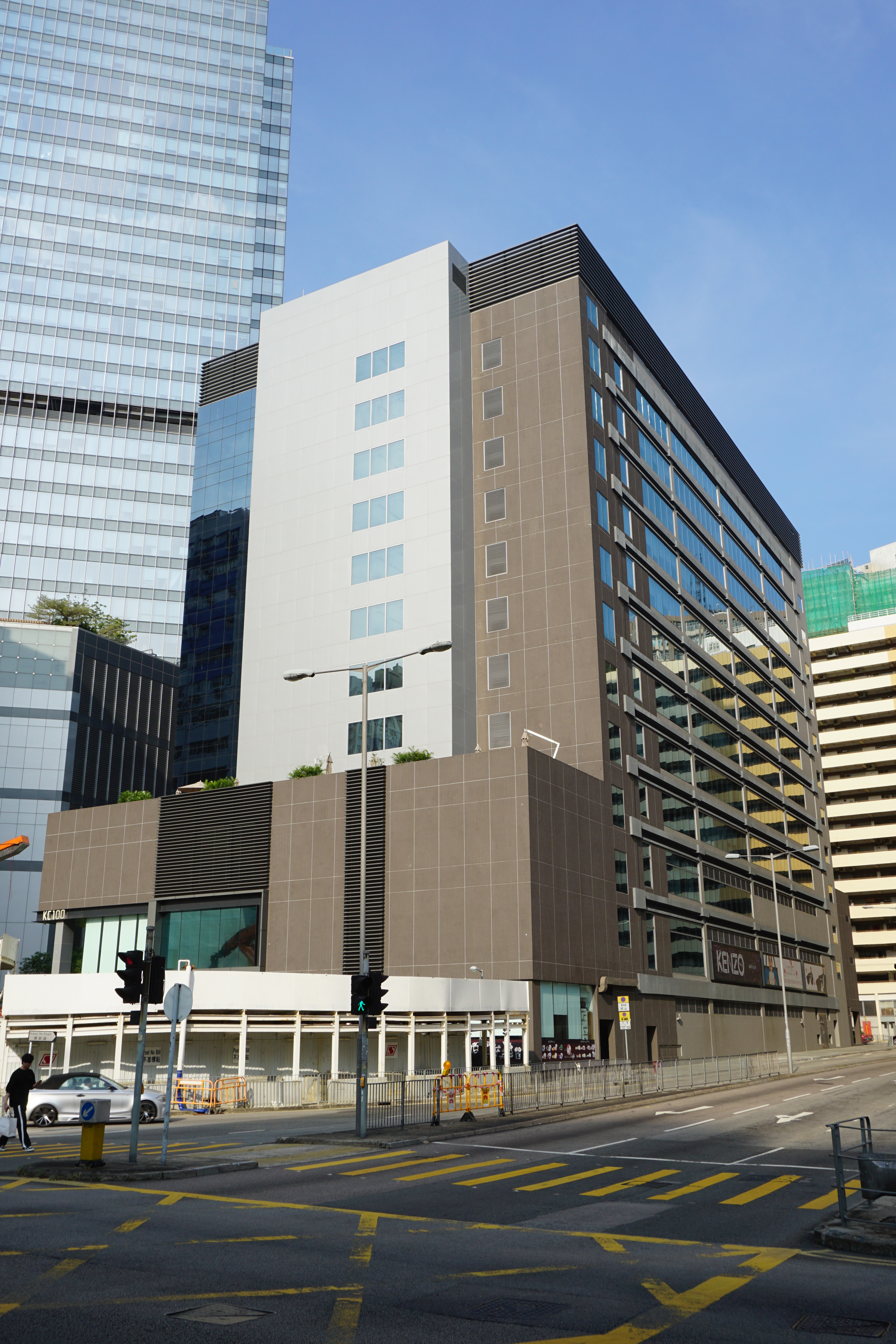
KC100西南面

KC100位於葵涌葵昌路100號，共有9層寫字樓及兩層零售樓面，總建築面積近30萬方平方呎，是香港政府於2010年推行活化工廈計劃後，其中一個成功例子。
KC100前身是運通製衣大廈，香港金寶國際有限公司主席李秀恒於2010年以4.18億港元購入運通製衣大廈，原打算改裝為酒店，其後投資5.5億港元翻新成甲級商廈，外牆換成新式玻璃。大廈設備與標準甲廈相近，集團指平均每平方呎改裝費達2,000元。大廈租戶包括法國時裝公司，創新科技公司及電訊公司，平均呎租逾20元。
寫字樓大堂為KC100 Art Space （页面存档备份，存于），不定期展出不同藝術家的各種類藝術品，藝術家或藝術團體可以申請租借場地，費用全免，以支持香港文化藝術發展。

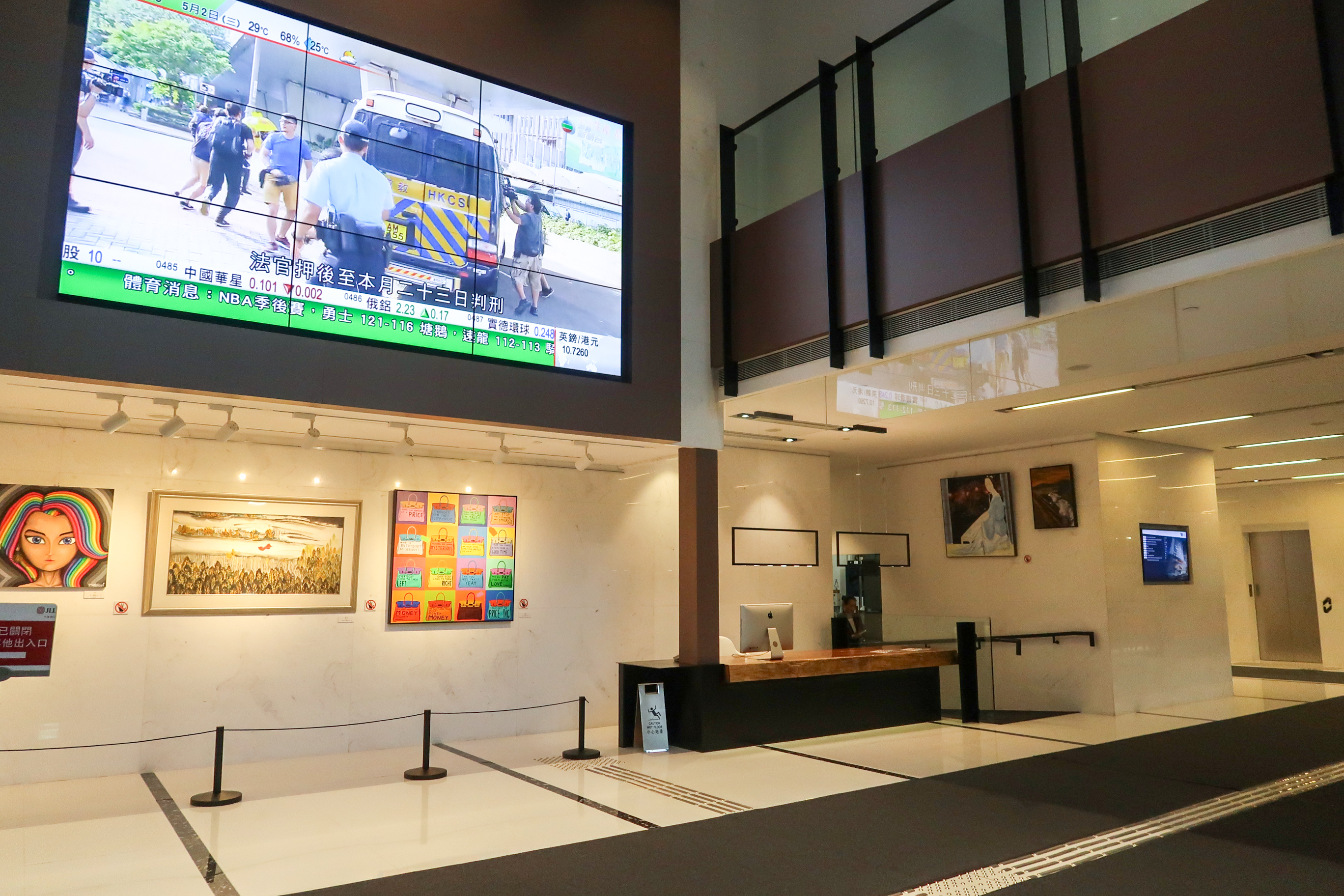
寫字樓大堂 KC100 Art Space
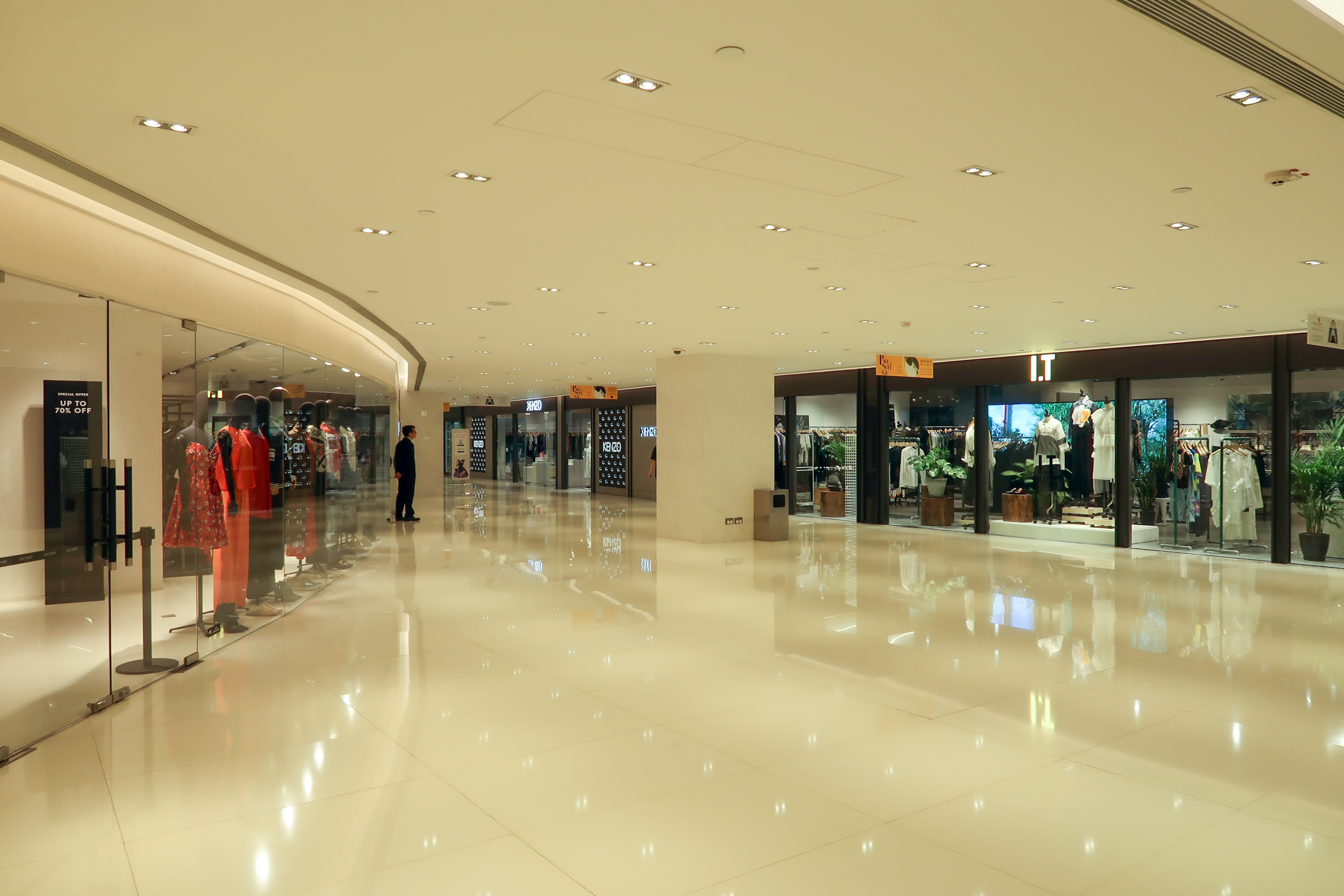
佛羅倫斯小鎮特賣場

## 零售樓面
KC100基座1至2樓設有佛羅倫斯小鎮特賣場，由意大利房地產公司RDM集團（母公司為內地公司）營運，面積約6萬平方呎。進駐佛羅倫斯小鎮的品牌包括有Prada、Salvatore Ferragamo和Folli Follie等。

## 樓層分佈
- 7樓：電訊盈科媒體有限公司（A及B室）、順騰國際控股、御藥堂（控股）有限公司（D室）

## 網站
- KC100網站 （页面存档备份，存于）
- 佛羅倫斯小鎮特賣場Archive.today的存檔，存档日期2013-04-25